# Mellingen (Thuringe)
Mellingen est une commune allemande de l'arrondissement du Pays-de-Weimar, Land de Thuringe.

## Géographie
Mellingen se situe sur l'Ilm, à l'embouchure avec la Magdel.
La commune comprend Mellingen et Köttendorf.
| Weimar              | Umpferstedt |           |
|                     | Mellingen   | Lehnstedt |
| Oettern Vollersroda | Mechelroda  | Magdala   |

Mellingen se trouve sur la Bundesstraße 87, à la sortie de la Bundesautobahn 4 et de l'autre côté, sur la ligne de Weimar à Gera.

## Histoire
Mellingen est mentionné pour la première fois en 1137 sous le nom de Meldingen comme le lieu de deux châteaux-forts : le premier est détruit en 1175, le deuxième, Heinrichsburg, est au nord de l'Ilm.

## Personnalités liées à la commune
- Ahasverus Fritsch (1629-1701), compositeur et avocat
- Karl Weise (1844–1926), architecte
- Lyonel Feininger (1871-1956), peintre

## Source de la traduction
- (de) Cet article est partiellement ou en totalité issu de l’article de Wikipédia en allemand intitulé « Mellingen (Thüringen) » (voir la liste des auteurs).